# Unione Sportiva Juventus Domo 1941-1942
Questa voce raccoglie le informazioni riguardanti l'Unione Sportiva Juventus Domo nelle competizioni ufficiali della stagione 1941-1942.

## Rosa
| N. |                   | Ruolo | Calciatore       |
| -- | ----------------- | ----- | ---------------- |
|    | Italia (bandiera) | A     | Enzo Antonioli   |
|    | Italia (bandiera) | D     | Gianfranco Bensi |
|    | Italia (bandiera) | P     | Carlo Broggini   |
|    | Italia (bandiera) | D     | Giacomo Capello  |
|    | Italia (bandiera) | A     | S. Chezzi        |
|    | Italia (bandiera) | A     | L. De Cesari     |
|    | Italia (bandiera) | C     | Giovanni Donna   |
|    | Italia (bandiera) | D     | Emilio Drutto    |
|    | Italia (bandiera) | C     | A. Federico      |
|    | Italia (bandiera) | D     | B. Fresia        |
|    | Italia (bandiera) | C     | Natale Gaggiotti |
|    | Italia (bandiera) | D     | Alfredo Gilardo  |
|    | Italia (bandiera) | D     | Oreste Giorcelli |
|    | Italia (bandiera) | A     | A. Lanzi         |

| N. |                   | Ruolo | Calciatore       |
| -- | ----------------- | ----- | ---------------- |
|    | Italia (bandiera) | A     | Giulio Longhi    |
|    | Italia (bandiera) | C     | V. Marchionni    |
|    | Italia (bandiera) | D     | C. Martelli      |
|    | Italia (bandiera) | C     | P. Masta         |
|    | Italia (bandiera) | P     | A. Paglino       |
|    | Italia (bandiera) | C     | Mario Panagini   |
|    | Italia (bandiera) | P     | S. Pessina       |
|    | Italia (bandiera) | D     | Giuseppe Ponti   |
|    | Italia (bandiera) | D     | Primo Ranaboldo  |
|    | Italia (bandiera) | P     | Felice Rinolfi   |
|    | Italia (bandiera) | A     | Giovanni Sella   |
|    | Italia (bandiera) | P     | Bruno Torricelli |
|    | Italia (bandiera) | P     | M. Tarabbia      |